# Ivdel (rivière)
Pour les articles homonymes, voir Ivdel.
L'Ivdel (en russe : Ивдель) est une rivière de Russie qui coule dans l'oblast de Sverdlovsk, en Sibérie occidentale. C'est un affluent de la rivière Lozva en rive droite, donc un sous-affluent de l'Ob, par la Lozva, la Tavda, la Tobol et enfin l'Irtych.

## Géographie
L'Ivdel prend naissance sur le versant oriental de l'Oural septentrional. Elle coule en direction du sud-est et pénètre ainsi dans la plaine de Sibérie occidentale. Après avoir baigné la ville d'Ivdel, elle se jette dans la Lozva en rive droite.

## Histoire
Le bassin de l'Ivdel fut historiquement la première portion de la Sibérie à être conquise par la Russie. C'est en effet en 1589 que fut construite une citadelle, la première forteresse russe à l'est de l'Oural, construite (en bois) sur la rivière Ivdel, sous le nom de Lozvinsky gorodok (Лозьвинский городок). Une ville se développa peu après sur le site, d'abord sous le nom de Nikito-Ivdel (Никито-Ивдель), qui devint Ivdel, en 1831.

## Villes traversées
- La ville d'Ivdel est située à une quinzaine de kilomètres du confluent avec la Lozva.

## Hydrométrie - Les débits mensuels à Ivdel
Le débit de l'Ivdel a été observé pendant 43 ans (entre 1947-1989) à Ivdel, ville située à quelque 17 kilomètres en amont de son confluent avec la Lozva. 
Le débit inter annuel moyen ou module observé à Ivdel durant cette période était de 21,8 m3/s pour une surface de drainage de 2 250 km2, soit 99 % de la totalité du bassin versant de la rivière.
La lame d'eau écoulée dans ce bassin versant se monte ainsi à 305 millimètres par an, ce qui peut être qualifié d'élevé dans le contexte sibérien.
Rivière alimentée en partie par les pluies d'été et en partie par la fonte des neiges, l'Ivdel est un cours d'eau de régime nivo-pluvial qui présente deux saisons. 
Les hautes eaux se déroulent du mois de mai au mois d'octobre, avec un pic en mai-juin correspondant au dégel et à la fonte des neiges de son bassin. De juillet à septembre le débit reste très soutenu grâce aux précipitations, maximales en été dans la région. Au mois d'octobre, le débit de la rivière baisse rapidement, ce qui mène à la période des basses eaux. Celle-ci a lieu de novembre à mars inclus et correspond à la longue période d'hiver et de fortes gelées qui s'étend sur l'ensemble de la Sibérie.  
Le débit moyen mensuel observé en février (minimum d'étiage) est de 4,33 m3/s, soit plus ou moins 6,5 % du débit moyen du mois de mai (69,2 m3/s), ce qui témoigne de l'amplitude assez importante des variations saisonnières. Sur la durée d'observation de 43 ans, le débit mensuel minimal a été de 2,15 m3/s en février 1967, tandis que le débit mensuel maximal s'élevait à 137 m3/s en mai 1977.
En considérant uniquement la période estivale, libre de glaces (mai à septembre inclus), le debit mensuel minimal observé a été de 7,07 m3/s en août 1960.